# زمین‌لرزه ۱۹۹۹ الجزایر
زمین‌لرزه الجزایر  در تاریخ ۲۲ دسامبر ۱۹۹۹ میلادی، برابر با ‎۱ دی ۱۳۷۸، ساعت ۱۷:۳۶:۵۶ به زمان یوتی‌سی در الجزایر رخ داد. ژرفای این زلزله ۲٫۳ کیلومتر بود، و بزرگی آن ۵٫۶ در مقیاس Mw اعلام شده‌است. زمین‌لرزه به وقت محلی در روز چهارشنبه، ساعت ۱۸ روی داده و منطقه زمانی آن یوتی‌سی +۱ بوده‌است .
سازمان زمین‌شناسی آمریکا نیز رومرکز این زمین‌لرزه را در مختصات ۳۵°۱۹′۱۶″شمالی ۱°۱۶′۵۲″غربی / ۳۵٫۳۲۱°شمالی ۱٫۲۸۱°غربی و ژرفای آنرا در ۱۰ کیلومتر گزارش کرده‌است. بزرگی برگزیدهٔ این سازمان از میان بزرگیهای محاسبه‌شدهٔ مختلف ۵٫۶ در مقیاس Mw بوده و از دید اثر، در میان چهار دسته‌بندی «نامحسوس»، «محسوس»، «زیان‌آور» یا «با تلفات»، زلزله را «با تلفات» اعلام کرده‌است.۳۰۰۰ ساختمان در زمین‌لرزه خراب شده‌است.
پروژهٔ «تنسور گشتاور مرکزوار» زاویه‌های (راستا، شیب، ریک) گسل سازندهٔ زمین‌لرزه و صفحه عمود بر آنرا (°۲۹، °۴۵، °۶۷) یا (°۲۴۰، °۴۹، °۱۱۱) و نوع گسل را «معکوس» فرارسانده‌است.
شمار کشتگان زلزله حدود ۲۴ نفر بوده‌است.تعداد زخمیان ۱۷۵ نفر برآورده شده‌است.بی‌خانمان شدگان نیز ۱۵۰۰۰ نفر اعلام شده‌است.